# Eje Högestätt
Eje Dag Gudmund Högestätt, född 29 april 1921 i Hallaryd, död 26 september 1986 i Södertälje, var en svensk museiman.
Eje Högestätt har varit chef på Lunds konsthall (1957-66), Södertälje konsthall (1966-73) och Malmö konsthall (1975-86). 
| ”             | ...den dynamiska tid då den omstridda Eje Högestätt var kulturintendent och chef för Södertälje Konsthall. Högestätt introducerade viktiga samtida konstnärskap, både svenska och internationella, i spännande utställningar som blev uppmärksammade långt utanför kommungränsen. Det minns vi som bodde i Södertälje då. | „ |
| – Dan Backman | |   |